# I Am One, 10 inch vinyl
I Am One, 10 inch vinyl è il ventiduesimo singolo degli W.A.S.P..
Registrata live nel 1992 al Monsters of Rock, la canzone è stata pubblicata per la prima volta nell'album The Crimson Idol dello stesso anno. 

## Tracce
1. I Am One (live) 03:54
2. Wild Child (live) 05:25
3. Chainsaw Charlie (Murders in the New Morgue) (live) 08:40
4. I Wanna Be Somebody (live) 04:22

## Formazione
- Blackie Lawless - voce, chitarra, basso, tastiera
- Bob Kulick - chitarra
- Frankie Banali - batteria
- Stet Howland - batteria